# بيتر فون بيطر
بيتر فون بيتر (بالإنجليزية : Peter von Bitter) هو أستاذ فخري في قسم الجيولوجيا في جامعة تورنتو، وهو يشغل منصبًا في متحف أونتاريو الملكي. لقد كان بحثه واسع النطاق لكنه يركز على كونودات. كان أكثر أعماله شهرة هو فحصه لمجتمعات تنفيس الحفريات المحفوظة جيدًا في الطبقات السفلى من الكربون في نيوفاوندلاند الغربية.